# Aviosuperficie AliCaorle
L'aviosuperficie A.Li.Caorle ("Aviosuperficie del Litorale di Caorle") è un'aviosuperficie italiana situata a circa 7 km a Nord-Ovest del centro storico di Caorle, in strada Tezzon, nel territorio del comune di Caorle.

## Strutture e dati tecnici
L'aviosuperficie è costituita da un edificio principale, da due hangar per il rimessaggio degli aeromobili e da alcuni moduli abitativi adibiti a servizio foresteria. L'unica pista dell'aviosuperficie ha fondo erboso, di 833 x 30 m, è posta sul livello del mare (altitudine 0 m) con orientamento 11/29 ed è provvista di una manica a vento. La struttura è inoltre provvista di una superficie adibita all'atterraggio di elicotteri.
L'impianto, posto sotto l'autorità della Direzione Aeroportuale Nord-Est, è gestito dal Club Volo al Mare di Caorle ed offre inoltre lezioni di scuola di volo VDS per ultraleggeri multiassi, deltaplani e autogiro (gyrocopter). Oltre a quella scolastica svolge attività turistica ed offre supporto per la Protezione Civile.
La frequenza radio è 118.125 Mhz